# Aleknagik
Aleknagik es una ciudad situada en el área censal de Dillingham, Alaska  (Estados Unidos). Según el censo de 2010 tenía una población de 219 habitantes. Se encuentra en la orilla suroeste del lago Aleknagik.

## Demografía
Según el censo de 2010, Aleknagik tenía una población en la que el 15,1% eran blancos, 0,0% afroamericanos, 75,8% amerindios, 0,0% asiáticos, 0,0% isleños del Pacífico, el 0,0% de otras razas, y el 9,1% pertenecían a dos o más razas. Del total de la población el 0,0% eran hispanos o latinos de cualquier raza.

## Localidades adyacentes
El siguiente diagrama muestra a las localidades más próximas a Aleknagik.